# 「暁に祈る」事件
「暁に祈る」事件（あかつきにいのるじけん）は、第二次世界大戦終結後の1940年代後半、ソ連軍によるシベリア抑留の収容所において、日本人捕虜の間で起きたとされるリンチ事件。リンチの指示を行ったとされる人物が、日本への帰国後に逮捕・起訴されて有罪判決を受けたが、本人は冤罪であると主張していた。事件が起きた部隊の名称から「吉村隊事件」とも呼ばれる。

## 経緯

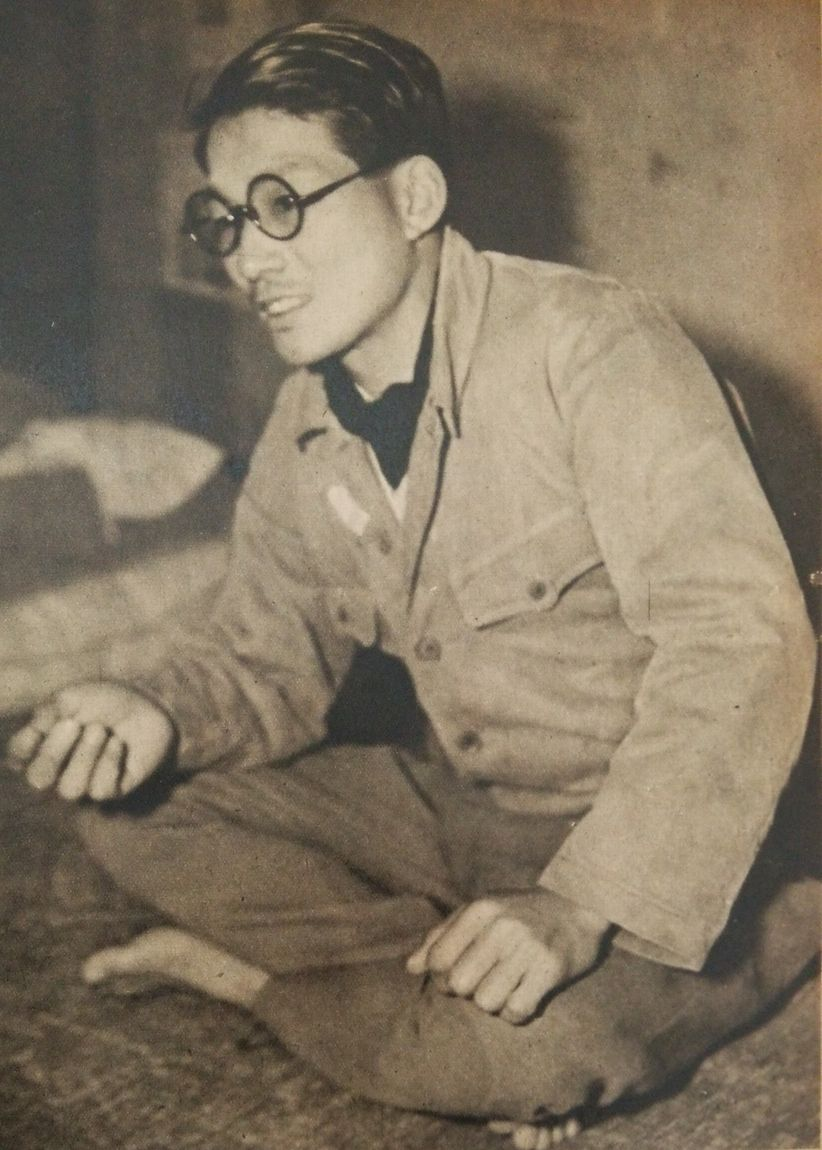
池田重善（1949年）

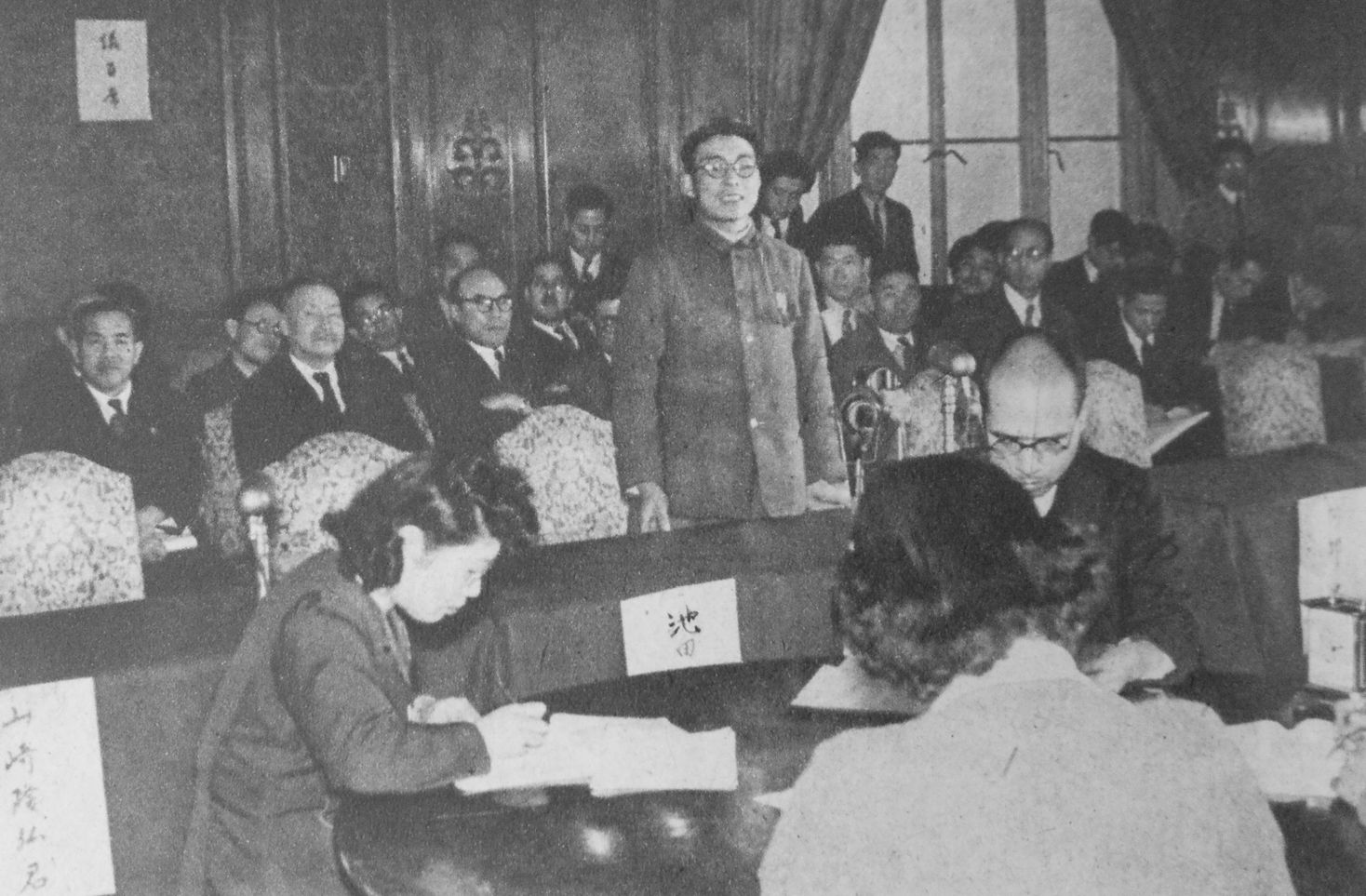
参議院で証言を行う池田

モンゴル人民共和国・ウランバートル収容所において、元日本軍憲兵曹長であった池田重善（収容所内では「吉村久佳」の変名を名乗っていた）が日本人捕虜内のゴロツキらを懐柔して自身の取り巻きとし、自分であればノルマの2割増しの成果を挙げることが出来ると、ソ連収容所側に自身を売り込み、日本人捕虜の隊長に任じられ、十分な作業成果を果たせなかった隊員にはリンチを加え、その結果として多数の隊員を死亡させていたといわれた。この「暁に祈る」とは、そこで加えられた、木に一晩中縛り付けられるリンチに対して隊員らによって付けられた名で、縛り付けられて凍死ないし瀕死となった隊員が明け方になるころ首がうなだれ、「暁に祈る」ように見えたことによるものとされる（収容所で行われた演芸会で、ある者がこれを風刺する劇を行ったことから広まったという。）。
この事件はシベリア抑留の引揚者からの噂や彼らが出版した刊行物等で世間に話題となり出していたが、1949年3月に朝日新聞が証言者が発見されたとして記事を掲載した。これがきっかけとなって、一躍世間に広く知られることになった。
最初に名乗り出た証言者は、被害者は裸で縛り付けられた、犠牲者は増え、埋められた場所に墓標として白樺の木が立てられたが、その木は2千本になり、白樺のさながら林ができた等と語ったと報じられた。朝日新聞記者は池田を発見したが、池田はこれを否定した。池田の主張は、
1. 自分は収容所側の命令で行っただけである。また、処罰も逃亡を図ったり、盗み等をはたらいたため、懲罰として行われたものである。
2. いわゆる「暁に祈る」の懲罰で凍死した者は一人もいない。
3. 防寒着は着せており、「暁に祈る」とは明け方に陽の出るのを見て安堵した者が首を垂れてウトウトと居眠りし始めるので、その様のことである。

というものだった。他の証言者も現れ、当時池田が住んでいた妻の実家がある長崎県五島で、町民や朝日･毎日新聞の立会のもと池田と証言者は近所の寺で対決したものの、水掛け論に終始した。元隊員らの一部が「吉村隊長」こと池田元曹長を告発した。この問題を受けて、池田とその取巻及び事件被害側とされる元隊員らが4月に参議院の「在外同胞引揚問題に関する特別委員会」に証人喚問された。これらの間、新聞等の公の場で証言する者は続々と増えていった。
これらの過程を通じて、裸ではなく防寒着は着せられていたこと、2千名ということはなく犠牲者はせいぜい数十名と思われることが明らかとなった。ただし、新聞記事の死者数については、証言者は初めから「暁に祈る」の処罰による死者は約30名としていて、「墓所となった地には墓標が2千本立ち、その中のいったい何名が収容所からの死者で、何名が虐待や「暁に祈る」を含めた処罰による死者か分からない」という趣旨で語ったものが、読み間違いにより誤解された可能性が高い。一方で、
1. 明け方まで木に縛り付けられていた者も複数いて、激しい凍傷となった者がいた。
2. 実際に営倉に閉じ込められて亡くなった者がいた。
3. 池田の隊で三十数人が変死し、うち3名は激しい暴行の明らかな跡があった。（証言者：収容所の元医師であった酒井医師。この医師によれば、1名は転倒したと説明され頭に大怪我をしていたが、何かの手違いか病院からは肺炎で死亡したとの診断が来たという。）
4. 患者が担ぎ込まれる市内の病院では、池田の隊からはすでに死んでいた者が40人も運び込まれ、これは他と比べ高率で、さらにその半数は凍死であった。（証言者：ウランバートル市内病院の元医師であった高橋医師。）
5. 屋外の吹き曝し（国会喚問で証言に出てくる「清心寮」のことと思われる）に座らされることもしばしばであった。
6. ただし、数時間で解放されることもあった。
7. 池田は成果を挙げるため、勝手にノルマを増やしていた。

といった証言が寄せられていった。また、用心棒のような取巻の者がいたが、通常は殴る蹴るといった暴行を行うわけではなかった。しかし、彼らであるかは不明ながら個人的な暴行を働く者もいて、石切場でシャベルで他の隊員を叩き殺した者がいたことも証言された。
参院での証人喚問では、以下のような証言があった。
1. 「暁に祈る」の処罰を受けた者は延べ150名程度と思われる。他に、「清心寮」が営倉として使われ、天井もなく冷え込むため、こちらに拘禁されることは「清心漬け」と呼ばれ、同様に恐れられていた。（複数の者の証言による）
2. 「暁に祈る」の処罰は途中で中止されることも多く、処罰を受ければ必ず死ぬということではなく、処罰のために死んだ者は二人、営倉として使われた、天井もない「清心寮」で人事不省になつた者が二人いた。ただ、そのために入院した者は多数いた（比較的全体像が分かっていたと思われる当時の通訳担当者である原田の証言。ただし、収容所側にも通訳がいて、原田も全貌を掴みえたわけではない。）[注 4][注 5]。
3. 処罰として、池田は数日間の絶食・減食を命じることもあった。これによって衰弱していく者もいた。
4. 石切場で体調不良もしくは癲癇で石から落ちて頭を負傷、診察に送られ、後に呼吸器関係で病院で亡くなったと伝えられた者がいた。
5. 池田以外の全員が、ナホトカの人民裁判で池田は28名を殺したことを認めたとした。（ただし、原田・堀らは、責任論はともかくとして、これを池田が実際に直接に殺したという意味では捉えていない。）
6. 暴行について池田個人は、旧軍隊の名残でビンタや殴る・蹴るといったことはあったが、それ以上のことはしていないとした。

参院での証言で、当時収容所医師であった酒井は、明らかに暴行を受けていた死者3人（「暁に祈る」の処罰による死者ではない）の内の一人菊池はWの暴行を受けたものと証言、これについて吉村隊長こと池田は、このWをフルネームを挙げて元軍曹のWだとした。このとき元軍曹Wは日本に未帰還であったが、これをきっかけに元軍曹の引揚促進を働きかけることとなった。元軍曹は帰国し、早くも5月に元軍曹を含む第2次の証人喚問が参院で行われた。ウランバートルのアムラルト病院の医師であった高橋は池田の隊からは入院患者は少なかったが重病人が多かったこと（重症にならない限り労務を続けさせられた可能性が高いことを意味する）、死んだ菊池は頭にスコップかナタと思われる傷を負っていたことを証言、また元軍曹は殺人について否定、他の同姓の者との人違いではないかと主張した。その結果、さらに別の同姓の者1名が参考人招致されたが、その者も自身は犯人でないと主張した。それにより参院引揚委員会は元軍曹の方のみを偽証罪で告発することが決めたが、この報道を知って元軍曹は自殺した。東京地検特捜部長は、徹底的な躓きとはいえないとしながらも捜査に重大な影響を与えるとした。
告発の理由は証人間の証言の食違いであったが、犯人を元軍曹とする池田の証言をあたかも認めたかのような形ともなる引揚委員会の告発結論であり、この決定は一部議員が欠席のときになされたともいう。元軍曹は、自身は問題となるようなことはしていない、吉村隊事件とは関係ないと家人に口癖のように言っていたといい、また、国会証言についても「では、同姓の者は他にいたのか」と聞かれたので、誰それがいると答えただけであり、自身は決して彼が犯人だと言ったわけではないと語っていたという。元軍曹は自身が偽証罪で告発されるとのラジオのニュースを聞いて憤慨しており、また、近く嫁に行くはずであった妹の縁談への破談の影響を苦にした可能性もあったという。引揚委員長宛てに元軍曹が自殺直前に書いた抗議書面は公開された。元軍曹の自殺後、法務省人権擁護局は、引揚特別委員会は本来国政や議案審査のため証人喚問するものであり、元軍曹を単なる証言の食違いを理由に偽証罪で告発できるかは疑問であると述べている。
なお、収容所の酒井医師も傷害死の1件が加害者がWと後から分かったとしたのみで、残り2件の傷害死については隊員が口を閉ざし、加害者も死の状況も分からない状態であった（国会証言で、直接の死因かどうかは別として、この2件について他の証言者らから池田も暴行に関係していたことが証言されている）。国会証言で、酒井医師は内科的疾患による死の内、2名の死を池田の処分によるとし、他の者の主な死因は栄養失調としたが、実際のところ、後者栄養失調の者もどれだけが「暁に祈る」等の処罰や絶食・減食の処分を死亡前に受けていたか、結局証言では明らかにしていない。後に、事件再検証のために調査した朝日新聞の佐藤悠記者は、収容者らの目撃できる事実は断片的であり、個人ではどれだけの処罰が行われたか全貌はつかめず、隊長の監視体制もあって事態の確認や情報収集も出来ず、病院に送られた者は治れば新たに配属収容所が決められる為必ずしも戻って来るわけではなく、収容者には病院に送られた者が結局死んだかどうか分からない、そのため、致死責任の裏付けのとれる死者が一人までに減ったとする。また、吉村隊元通訳の原田春男は、新聞報道後の検察当局による事情聴取の時点においてさえ、検察官から「多くの者が『吉村隊長からひどい目に合わせられないか』『〇〇は認めているか、私だけ認めることは（あとのタタリが怖いから）できない』と語る有り様で、これほどの恐怖心はどこから来るのか」と言われたと述べている。
当時からかつてない事件と報じられ、重大な事件とされながら、国外それも既に冷戦が始まった中で国交もない共産圏国家で起きたため、捜査も物証の入手も事実上困難とみられ、事件性の有無にかかわらず、立件は無理との見方もあった。しかし、人心の動揺著しく、東京地検の堀検事正は告発に対し可能な限り（捜査を）やるとの表明を行っていた。7月に池田は東京地方検察庁に呼び出され、形としては任意出頭の形で出頭したものの、事件を否定する主張を続けたため、すでに証言者からの証言を得ていた地検によって、その場で逮捕状を執行された。池田は、逮捕・監禁と遺棄致死としてであったが、起訴されるに至った。元収容者の証言などに基づき、1審の東京地方裁判所は1950年7月15日に、逮捕・監禁6件と遺棄致死1件について池田の責任を認め、懲役5年の判決を下した。判決理由として、収容所の信頼を得るための池田の作業第一主義により隊員の過労と栄養失調を招き、病人も作業を強いられ、三十数名の死者を出したこと、池田自身が処罰権の委任を収容所に買って出て必要以上の処罰を課したことが認定されている。池田の控訴に対し、1952年4月28日の控訴審（東京高等裁判所）判決は、一審判決中の逮捕監禁1件については責任を認めなかったものの、懲役3年の実刑であった。池田は最高裁判所に上告したが、1958年5月24日に最高裁は上告を棄却し、実刑が確定する。収監された池田は模範囚として刑期満了前の1960年8月に出所した。

## 問題点と冤罪主張･擁護論

### 法律上の問題（事実問題・法律理論問題）
GHQ占領下で日本の主権･外交権回復前のことであり、既に冷戦下の東西対立も激化しており、共産圏のモンゴル人民共和国でおこったことであり、現地調査や物的証拠の収集は事実上不可能であろうとの見方が支配的であった。1949年4月からは新刑事訴訟法が施行されることが決まっていて、従来の予審で事実関係を詰めるやり方が出来なくなっており、一方で、旧刑事訴訟法の時代も証拠の自由心証主義を定めてはいたものの、「自白は証拠の王」とする従来の感覚は実際には根強く残っていた。当時の新聞を見ても、本人が収容所の命令として、自身の勝手な処分であることを否定する以上は立件は困難ではないかという見方も強かった。また、国外での事件であるため、裁判管轄権の問題や、収容所の命令であれば本人の責任を問えるのかといった法律問題も指摘されていた。結局、証言者らは、殺人罪ではなく致死罪で告発したが、これは新法で起訴を検察官の裁量に委ねる起訴便宜主義に変わっていたため、証拠収集や自白を得ることが困難である以上、確実に検察官に受理してもらうことを優先せざるを得なかったとみられる。
また、国会の証人喚問については、憲法の認める自己に不利益となる供述の強要の禁止との関係をどう捉えるかも問題となっている。

### 政治上の問題
また、ナホトカでいわゆる人民裁判（ここでいう人民裁判は、収容者間で行われた、批判の対象となる者を多数で取り囲み、単に非難･糾弾するもの。ここで問題となっている集会は、実際には兵士大会と呼ばれていた。）で池田を糾弾した津村謙二がこの事件を旧日本軍の支配構造の結果と主張し、池田に罪を白状させたと誇ったが、当時の保守系政党はむしろこの人民裁判問題の追及に熱心となり、津村らの証人喚問も行うこととなっている。当時衆院は民主自由党が与党として絶対多数を占めていたが、参院では旧官僚出身者を中心とする緑風会がかなりの議席を持ち、緑風会は基本的に反共・保守の立場であったが、理想主義的見地から党議拘束をしないという建前をとっていたため、緑風会議員個人の見解次第で院としてのこの問題の扱いが変わり得た。それらの結果として、事実上この事件は主に参院の在外同胞引揚委員会で主に取上げられる形となった。すなわち、同委員会は未帰還者の実情調査・保護、引揚推進を図ることを目的とするが、日本社会党･日本共産党･革新系無所属等の議員と一部緑風会議員は"暁に祈る事件"を旧日本軍の軍国主義的な支配構造が今なお元日本軍兵士らに残っていることが起こした悲劇と捉えて「暁に祈る事件」の追及に熱心であった一方で、保守系政党の日本民主党（野党）・民主自由党（与党）・多数の緑風会議員らはそれに対抗し反共宣伝のためにシベリア引揚者のいわゆる"人民裁判"を共産主義体制の問題として捉え、その追及に熱心な形だったとされる。委員会メンバーの間では、参院引揚委員会の証人喚問結果をどう報告するかをめぐって意見の対立も起こっている。
保守政党議員らは、表向きこそ"暁に祈る事件"も共産主義体制の起こした問題としたものの、実際にはむしろ池田に共感し、擁護的な議員も多かった。当時、読売新聞は与党・政権を支持する立場をとっていた。かと思えば、人権団体ばかりでなく、自身がシベリア抑留経験者でもあった東京地検のある課長は、この事件は当人が人民裁判で吊し上げられたからもうそれで良いと済まされてよい問題ではないとして、自ら「暁に祈る事件」捜査のために証言者を募っている。それぞれの立場や考えにより、異なった主張がなされていた。
証人の自殺をめぐっては院の内外から問題視する声も起こったが、衆院側（民主自由党が絶対多数を占めていた）からは参院委員会の喚問に問題はなかったか、参院サイドを追及する動きも起きている。
裁判管轄権の問題は、ここでの人民裁判は公式の裁判ではなく、私的な非難･追及に過ぎないため、一事不再理の原則には抵触せず、日本で裁判を行うことは問題ないとされ、また、被害者が全国にまたがるため国内裁判権の管轄も問題となったが、東京地裁に提訴され、判決においても各種管轄権の問題については否定されなかった。反面、いわゆる人民裁判で引き出されたとされる池田の自供自体は証拠能力を認められず、公判でそのままの形では採用されることはなかった。また、この当時GHQの占領行政の諮問機関として対日理事会があり、ソ連からも委員が参加していたが、同会の米国人議長が公然と反共講演を行い、その要旨が朝日新聞に載るほど、東西対立は激化していた。その結果、事実上アメリカのGHQ支配下にある日本からはついにモンゴル側への調査はもちろん、ソ連を通した照会すら行われることもないまま、裁判は、日本における証人の証言のみを基にいわば最低限判断できる内容のみで終了することとなった。

### 周囲の問題
重大事件と言われながら、生活に追われる当時の日本人の状況からか、7月1日には早くも事件への関心が薄れていっていることを嘆く意見が朝日新聞の投書欄に現れている。その後次々と下山国鉄総裁の変死事件、三鷹事件、松川事件と戦後政治上の重大事件が起こり、さらに関心が薄れていったとされる。

### 擁護論および池田の対応
池田はその後も無罪を主張した。1979年8月には関係者2人の新たな証言をもとに東京高裁に再審請求の申立をおこなった。約7ヶ月後にこの申立を報じた新聞には、「絶対に許せない」として不快感を示した元隊員のコメントも掲載されている。1980年12月に最高裁は「2件の証言申立書は確定判決までの証言内容と変わらない」として請求を棄却した。請求棄却の際、池田は「もう一度請求したい」とコメントしていたが、かなうことなく1988年に亡くなった。また、この過程で編集者･ジャーナリストの柳田邦夫は池田の擁護を開始した。
この事件は、他の雑誌･単行本にも載って広まった。池田は朝日新聞の報道に関して（明確な告訴等は行わなかったが）、著書『活字の私刑台』（1986年）の中で報道被害であることを強く主張している。このほか、抑留経験者である胡桃沢耕史が1983年（昭和58年）に執筆して直木賞を受賞した小説『黒パン俘虜記』の中で、池田が名と階級を変え「吉村少佐」として隊員に対する処罰を命じる絶対者として描かれた点に関し、胡桃沢を名誉毀損で告発した。胡桃沢は自身が池田の隊に所属したと記したが、池田は該当する人物がいなかったとし、加えて作中に描かれた作業日程と死亡日時が事実と異なるという点を告発の理由としていた。
1991年朝日新聞の記者が同事件の洗直しを図り、事実関係の検証を開始、朝日新聞はシリーズの特集記事でこれを掲載した。その結果は、大要としては従来知られていたり、報じられていた内容とさして変わることはなかったが、特筆すべき点としては、
1. 最初の証言者からは自身は早い時期にケガのために入院し、池田が支配権を確立し問題の起こった時期はすでに隊にはおらず、同じ隊の他の者から聞いた話を信じ、義憤にかられて証言したこと、それは当時の記者もわかっていたはずと思っていると述べたこと（なお、初期のもう一人の証言者は実際の目撃者である）。
2. 凍死したと名指しされた者は実際には別人であり、そのことを証言する、また別の証言者（以下、別証言者とする）がいることを、池田は自身の冤罪説の根拠として挙げていたが、朝日の記者がその別証言者に取材したところ、むしろそれは別証言者側の勘違いであった可能性もあったこと。

が指摘されている。ノンフィクション作家の柳田邦男（先の柳田邦夫とは別人）は、裁判所が死亡について池田個人の責任を完全に認めたのはあくまで衰弱死した隊員一人の保護責任を問われた「遺棄致死」だけであること、当初報じられたような"裸で"縛られたわけではないこと等を強調して、朝日新聞のチェック体制等の問題を批判している。ただし、当時の朝日新聞の実際の報道内容を見ると、形式論からいえば、朝日新聞は取材相手の発言からの「引用」の手法を取っている。また、実態論からいえば、当時シベリア帰還者の噂や彼らによって書かれた各種刊行物によりこの事件が評判となり、それらの中には冬に裸で屋外の木に縛りつけられた、多数の死者が出たという噂もあり、未帰還の抑留者の帰りを待つ家族の不安を掻き立てていた中で、朝日新聞もようやく証言者を見つけ、緊急に報道する必要があったともいえる。実際に、この報道をキッカケに、証言が続々と寄せられ、直接の目撃者も現れ、朝日新聞はこれらの情報に基づいて池田を捜出し、池田への取材を行った他、池田と証言者らの対決にも立会っている。「裸で縛りつけられた」というのはもともと噂の中の一つであったが、新聞報道をキッカケに集まった証言により、他ならぬ朝日新聞によって急速に正されている。当時の報道を見ると、朝日新聞社も、創作の含まれた清水正二郎による吉村隊を巡るあらたな実名小説『パン』を週刊朝日にそのまま載せるなどの問題もあった（参照：胡桃沢耕史#作家デビューと放浪）が、その一方で、週刊朝日の同じ号に池田本人の反論や読者からの池田擁護の投書も載せる等、朝日新聞自ら情報を収集しながら真相に迫ろうとしていた姿勢が窺える。佐藤悠は、池田の支援者らは遺棄致死や監禁が少数しか認定されていないことをもって「元隊員の訴えが杜撰だった」というニュアンスで語るが、これは極限状況下での物的証拠がない悪条件がもたらした結果で、「実体的にはクロ」が「法的にはシロ」に終わった典型例と思えるとしている。